# Discoglossus galganoi
Discoglossus galganoi – gatunek płaza bezogonowego z rodziny ropuszkowatych (Alytidae). Występuje endemicznie na Półwyspie Iberyjskim, gdzie zasiedla obszary podmokłe. Dorasta do 8 cm długości i z wyglądu przypomina spokrewnioną ropuszkę krągłojęzyczną. Okres godowy trwa od października do późnego lata, a jaja składane są na dnie zbiornika wodnego lub przyczepiane do wodnej roślinności. Gatunek najmniejszej troski (LC) w związku z m.in. rozległym zasięgiem występowania i dużymi rozmiarami populacji.

## Wygląd
Płaz ten dorasta do 4–8 cm długości. Z wyglądu bardzo podobny do spokrewnionej ropuszki krągłojęzycznej (Discoglossus pictus), od której różni się m.in. praktycznie niewidoczną błoną bębenkową, nieco szerszą głową oraz bardziej wydłużonym pyskiem. Występują trzy główne typy ubarwień: osobniki o jednolitym ubarwieniu, osobniki z dużymi ciemnymi kropkami mającymi jasne brzegi, oraz osobniki z widocznymi podłużnymi paskami. Źrenica ma kształt odwróconej kropli.

## Zasięg występowania i siedlisko
Endemit. Do niedawna uważano, że występuje w całej Portugalii i w zachodniej części Hiszpanii, a od spokrewnionego taksonu Discoglossus jeanneae oddziela go hiszpańska rzeka Gwadalkivir na południu oraz słone jeziora w środkowej części Hiszpanii. W 2020 roku Dufrenses i inni dokonali analizy filogenetycznej tych dwóch taksonów i wykazali, że pomimo pewnych różnic genetycznych taksony te krzyżują się ze sobą w strefach kontaktu (ang. contact zones) rozciągających się na setki kilometrów, co sugeruje, że nie doszło między nimi do wytworzenia bariery reprodukcyjnej. Od tego czasu D. jeanneae traktowany jest przez większość herpetologów jako podgatunek D. galganoi. W związku z powyższym według IUCN obecny zasięg obejmuje również południową, wschodnią i północno-wschodnią część Hiszpanii. Płaz ten występuje na wysokości do 2050 m n.p.m. i zasiedla obszary podmokłe charakteryzujące się bujną roślinnością, takie jak wody stojące, górskie strumienie, wody brachiczne. Na lądzie D. galganoi spotykany jest na skałach granitowych, obszarach piaszczystych w pobliżu morza, otwartych przestrzeniach, łąkach czy chaszczach.

## Rozród
Okres godowy trwa od października do późnego lata. Podczas całego okresu godowego samica może złożyć do 4900–5600 jaj. Samica kopuluje z wieloma samcami, a po każdej kopulacji składa od 20 do 50 jaj, które przyczepiane są pojedynczo lub w małych grupkach do dna zbiornika wodnego lub do wodnej roślinności. Jaja mają średnicę 1,5–2 mm, a do wyklucia kijanek dochodzi po 2–6 dniach, w zależności od temperatury. Nowo wyklute kijanki mierzą 3 mm długości, a do przeobrażenia dochodzi po 22–60 dniach, kiedy to długość kijanek wynosi 2,5–3,5 cm. Dojrzałość płciowa wśród samców osiągana jest w wieku 3–5 lat, a wśród samic w wieku około 4 lat. Długość życia wynosi około 9 lat.

## Status i ochrona
IUCN klasyfikuje D. galganoi jako gatunek najmniejszej troski (LC) w związku z rozległym zasięgiem, tolerancją na modyfikacje siedliska oraz dużymi rozmiarami populacji. W Hiszpanii jest to gatunek pospolity na większości jego obszaru występowania, a w Portugalii płaz ten jest lokalnie pospolity. Szacuje się natomiast, że populacja D. galganoi maleje, a niektóre odizolowane subpopulacje wzdłuż wybrzeża Morza Śródziemnego mogły wyginąć.
Gatunkowi temu zagrażać może rozwój rolnictwa i infrastruktury, zanieczyszczanie środowisk wodnych, introdukcja obcych gatunków ryb drapieżnych i skorupiaków (w szczególności raka luizjańskiego, Procamabrus clarkii), dezertyfikacja siedlisk w południowej Portugalii oraz powstawanie elektrowni wodnych w niektórych częściach Portugalii. Jednakowoż, obecnie płazowi temu nie zagraża najprawdopodobniej wyginięcie. D. galganoi występuje w hiszpańskich Parkach Narodowych Doñana, Atlantyckich Wysp Galicji, Sierra Nevada i Cabañeros. Wymieniony jest również w załączniku II konwencji berneńskiej oraz załączniku IV dyrektywy siedliskowej Unii Europejskiej. Ponadto chroniony jest przez ustawodawstwo krajowe w Hiszpanii i znajduje się w hiszpańskiej czerwonej księdze.